# Iglesia de San Juan Crisóstomo (Novokuznetsk)
La Iglesia de San Juan Crisóstomo (en ruso: храм Святого Иоанна Златоуста) es una iglesia católica en Novokuznetsk en Rusia. Esta iglesia, dedicada a San Juan Crisóstomo tiene la particularidad de albergar dos parroquias, una de rito latino o romano y el otro rito bizantino formado por la parroquia grecorromana de los uniatas. Su pastor católico es biritualista.
La iglesia depende de la diócesis de Novosibirsk. En 1999 se realizan los trámites necesarios para obtener el permiso para construir una iglesia para la comunidad. El trabajo comenzó en 2004 y tomó tres años. La iglesia combina el estilo bizantino con contribuciones modernas, como se muestra por ejemplo en la fachada gótica decorada con cruces latinas.
La iglesia fue consagrada 14 de octubre de 2007 por el obispo Joseph Werth, ordinario de la diócesis de Novosibirsk y el obispo Stefan Meniouk, Exarca de la de la Iglesia católica griega ucraniana. Esta es la primera iglesia católica que se construirá en Kuzbass. 